# أسد الدين العويسي
أسد الدين عويسي (من مواليد 13 مايو 1969) هو سياسي هندي، وهو رئيس مجلس عموم الهند. وهو عضو برلماني ثلاث مرات، يمثل دائرة حيدر أباد الانتخابية في لوك سبها، مجلس النواب في البرلمان الهندي.

## حياة سابقة
ولد العويسي في 13 مايو 1969 للسلطان صلاح الدين العويسي ونجمنيسا بيجوم. إنه من عائلة سياسية في حيدر أباد. أعاد جده عبد الواحد العويسي إطلاق الحزب السياسي «مجلس الاتحاد الإسلامي» ليصبح «مجلس عموم الهند» في 18 سبتمبر 1957. كما خلف قاسم رضوي كرئيس للحزب بعد إطلاق سراحه من السجن. تم انتخاب والده سلطان صلاح الدين في الجمعية التشريعية في ولاية أندرا براديش في عام 1962. تم انتخابه في البرلمان الهندي من دائرة حيدر أباد الانتخابية لأول مرة في عام 1984 واستمر في الفوز في الانتخابات حتى عام 2004، عندما تنحى لصالح أسد الدين. توفي في عام 2008. شقيقه أكبر الدين عويسي هو عضو في الجمعية التشريعية في تيلانجانا ويرأس الحزب فيها. شقيقه الأصغر برهان الدين العويسي هو محرر «اعتماد». لقد تخرج في بكالوريوس الآداب من جامعة عثمانية. وهو محام بالمهنة ودرس في لينكولن إن لندن.

## الحياة الشخصية
العويسي متزوج من فرحين العويسي. للزوجين ستة أطفال، بينهم ابن واحد، السلطان الدين العويسي (مواليد 2010) وخمس بنات. والدته نازيما بيجوم. كانت ابنته الكبرى قدسيا عويسي مخطوبة لبركات عالم خان، حفيد نواب شاه علام خان (الأب) والدكتور معين الدين خان ساندوزاي (جانب الأم) في 24 مارس 2018. إحدى بناته مخطوبة لنجل الطبيب الدكتور مظهر علي خان، ابن عم زاهد علي خان، رئيس تحرير صحيفة Siasat Daily. تم الترحيب به من قبل أنصاره باعتباره نقيب الملة (قائد المجتمع). يجيد اللغة الأردية والإنجليزية. كان يرتدي شرواني طويل، وقبعة إسلامية وله لحية مقطوعة.

## الحياة السياسية

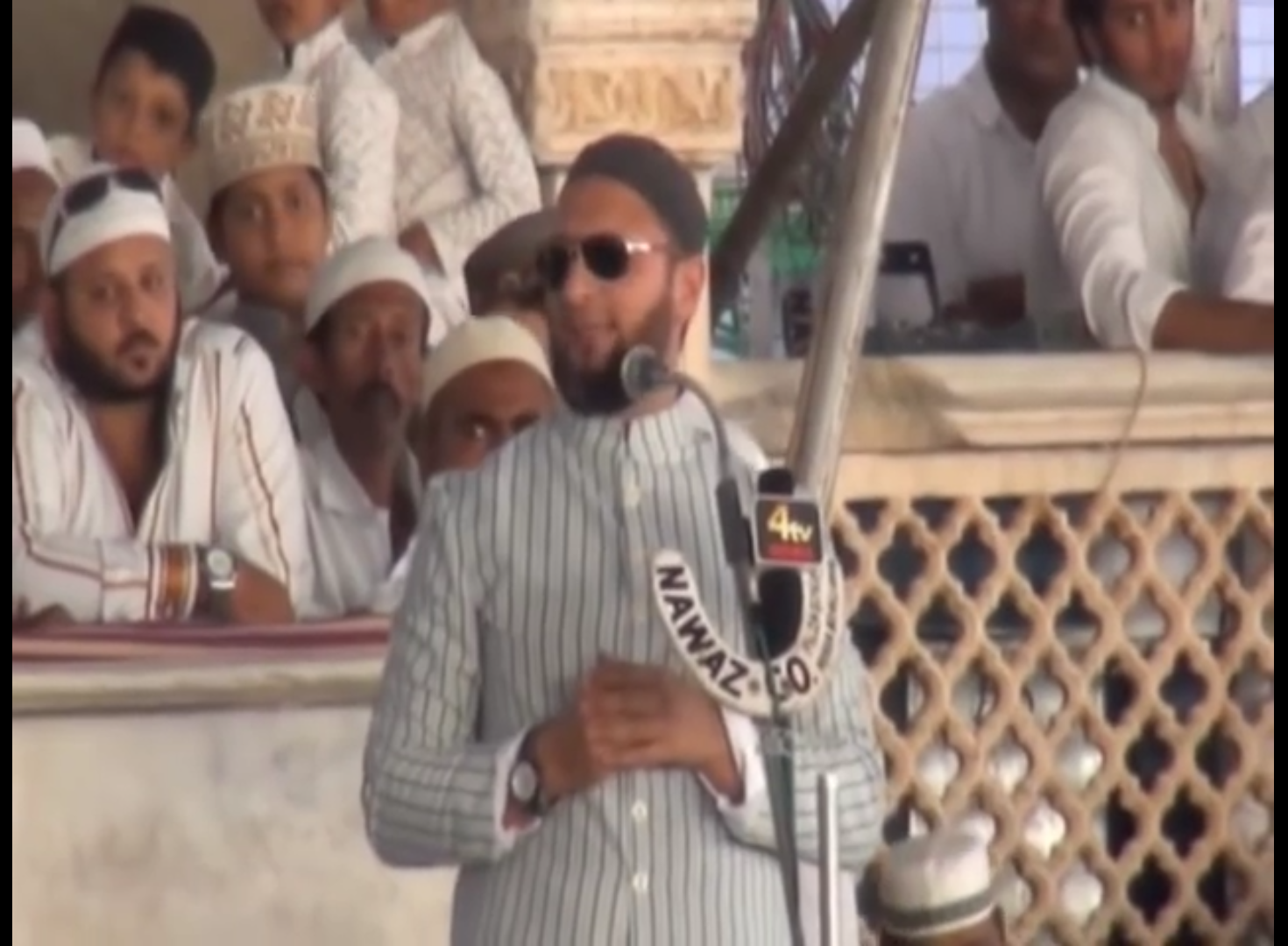
العويسي يلقي كلمة في مسجد مكة، حيدر أباد في عام 2014

ينتمي عويزي إلى حزب المجلس الإسلامي في الهند الذي يتخذ من حيدر أباد مقراً له، وكان والده وجده رئيسين له. لا يزال الحزب، رغم معارضته للإرهاب الجهادي، يمارس سياسة «الشوفينية التنافسية»، وفقًا للصحفي كينجزوك ناج. 
ظهر أويسي في عام 1994 لأول مرة في انتخابات الجمعية التشريعية في ولاية أندرا براديش. في خوض الانتخابات من دائرة شارمينار التي فاز حزبه منذ عام 1967، هزم أقرب منافسيه مرشح الحزب المنشق بزعامة مجلس باشا تهريك بفارق 40 ألف صوت. وقد خلف فيراساس رسول خان كممثل منتخب من الدائرة الانتخابية. في انتخابات عام 1999، هزم أقرب منافس له مرشح حزب التيلجو سيد شاه نورول الحق قادري بأغلبية 93 ألف صوت. تم التصويت على عويسي 126 ألف صوت في الانتخابات. في انتخابات عام 2004، خلفه سيد أحمد باشا قادري كعضو في الجمعية من الدائرة الانتخابية.
في عام 2004، رفض سلطان عويس سلطان صلاح الدين العويسي الذي كان يمثل دائرة حيدر أباد في لوك سبها (مجلس النواب في البرلمان الهندي) التنافس على المزيد من الصحة. تضم الدائرة 70% من السكان المسلمين. تم التصويت عليه بنسبة 38% من الأصوات مقارنة بأقرب منافسيه Subhas Chanderji بنسبة 28٪.

في عام 2008، سحبت الجبهة اليسارية (المؤلفة من الأحزاب الشيوعية) دعمها للحكومة المركزية للهند التي كان يقودها التحالف التقدمي الموحد. وقد تم ذلك استجابة للاتفاق النووي الهندي الأمريكي الذي وقعه رئيس الوزراء الهندي مانموهان سينغ والرئيس الأمريكي جورج دبليو بوش والذي سمح للهند بالاحتفاظ بالقنابل النووية ولكن في المقابل كان يجب السماح بإجراء تفتيش دولي. شعرت الأحزاب الشيوعية أنه من خلال هذه الصفقة، ستصبح الهند بيدقًا للولايات المتحدة. بسبب سحب الجبهة اليسارية الدعم، تم إجراء تصويت بالثقة في البرلمان الهندي. عندما ادعى رئيس وزراء ولاية أوتار براديش ، مالايام سينغ ياداف، أن مسلمي الهند يعارضون الصفقة، قال العويسي إنها كانت محاولة لإعطاء زاوية مشتركة للصفقة. أعلن العويسي عن دعمه للتحالف التقدمي المتحد في تصويت بالثقة. وادعى أن أولويته القصوى كانت منع حزب بهاراتيا جاناتا اليميني المعارض من الصعود إلى السلطة ومنع لال كريشنا أدفاني من أن يصبح رئيس وزراء للبلاد. وقال كذلك: 
 سوف نعبر عن تحفظاتنا على تأثير السياسة الخارجية ولكن دون أي تكلفة نود أن نرى حزب بهاراتيا جاناتا يتولى السلطة، دون أي تكلفة نود أن نرى السيد أدفاني، المتهم في قضية هدم بابري المسجد، يصبح رئيس الوزراء من هذه الأمة العظيمة، وبالتالي تدمير مستقبل المسلمين وإضعاف العلمانية. 
 في الانتخابات العامة الهندية لعام 2009، كان زاهد علي خان، رئيس تحرير جريدة الأوردو اليومية، The Siasat Daily ، قد حرض ضد العويسي. حصل على دعم من حزب تيلجو ديسام المنافس، تيلانجانا راشترا سامثي، الحزب الشيوعي الهندي، الحزب الشيوعي الهندي (الماركسي). كتبت هندوستان تايمز أن حزب AIMIM واجه «تحديًا صعبًا» في دائرة حيدر أباد الانتخابية. ومع ذلك، فقد انتصر العويسي على المنتصر وهزم علي خان بفارق 110 ألف صوت. زاد هامش الربح بمقدار 10 آلاف صوت مقارنة بانتخابات 2004.
حصل Awaisi على جائزة Sansad Ratna لعام 2014 (جوهرة المتسابقين) أكتوبر 2013 عن أدائه في الدورة الخامسة عشرة للبرلمان الهندي. خلال هذه الفترة، طرح 1080 سؤالاً في البرلمان مقارنةً بالمعدل الوطني البالغ 292. وكان حضوره بنسبة 70% أقل 6% من المتوسط الوطني. وكتبت صحيفة ميلي جازيت أنه «حظي باحترام واسع على الصعيد الوطني بين المسلمين الهنود بسبب خطاباته الجريئة في لوك سابها (مجلس النواب في البرلمان الهندي)». لقد تناول قضايا في البرلمان تتعلق بمصالح مجتمع الأقليات. أيضا عندما أثار قضية ممتلكات الوقف في البرلمان، اعترف وزير التنمية الريفية آنذاك جيرام راميش بأنها كانت خطأ من وزارته في الاعتراف بالأوقاف باعتبارها مسألة خطيرة.
في أبريل 2014، قدم عويسي ترشيحه لدائرة حيدر أباد الانتخابية في الانتخابات العامة لعام 2014. وأعلن الأصول المنقولة بقيمة 2.7 مليون روبية (حوالي 42000 دولار) وأصول غير منقولة بقيمة 30 مليون روبية (حوالي 463000 دولار). تم انتخابه من الدائرة الانتخابية مرة أخرى بفوزه على أقرب منافسيه في حزب بهاراتيا جاناتا بهاجفانت راو بفارق 197 ألف صوت.
أعلن العويسي أن حزبه AIMIM سيخوض انتخابات الجمعية التشريعية في بيهار، عام 2015 من منطقة يهيمن عليها المسلمون في منطقة سيمانشال بالولاية. News18 كتب الهند أن مرشحي الحزب سوف يقسمون الأصوات ويشتبه الناخبون في أنه عميل لحزب بهاراتيا جاناتا القومي الهندوسي. قال إنه كان واقعيًا بشأن فرصهم في الفوز. وادعى أن منطقة سيمانشال كانت متخلفة وألقى باللوم على رئيس وزراء بيهار نيتيش كومار، وحزب المؤتمر الوطني الهندي وحزب بهاراتيا جاناتا. وقال إن هدفه هو الضغط على الحكومة لإنشاء مجلس تنمية إقليمي للمنطقة. على الرغم من أن الحزب تنافس على ست دوائر انتخابية في منطقة سيمانشال، إلا أنه فشل في الفوز بأي مقعد.
أعلن عويصي، الذي قدم ترشيحه لدائرة حيدر آباد لوك سابها للمرة الرابعة، أن الأصول تزيد قيمتها على 13 كرور روبية لكنه لا يمتلك أي مركبة

## اراء سياسية
العديد من المعلقين يشبهون العويسي إلى جناح. ووفقًا لباتريك فرينش، فإن العويسي يناشد «الهوية الإسلامية غير الطائفية»، ولكن ليس للعقيدة الإسلامية، بطريقة تشبه محاولة جناح أن يكون المتحدث الوحيد عن الجالية المسلمة. ازدهرت علامته التجارية الإسلامية مع القومية في مدينة حيدر أباد القديمة ومومباي، وهي المناطق المحتملة لتطرف الشباب المسلم.
العويسي يرفض المقارنة مع جناح مستشهداً بحقيقة أن معركته تدخل في إطار الدستور الهندي. ويقول إن الأحزاب العلمانية في الهند لم تتمكن من نقل أصواتها إلى المرشحين المسلمين. من بين 23 نائبا مسلما تم انتخابهم في عام 2014، كان 18 أو 19 من الدوائر الانتخابية مع 30% من الناخبين المسلمين. في حين أن الأحزاب تدعي أنها لا تميز ضد المسلمين، فإنها في الواقع تترك المسلمين في «موقف معزل». وبالتالي، يجب على المسلمين تطوير قوتهم السياسية، على غرار OBCs، Dalits وYadavs.
في أعقاب هجمات مومباي عام 2008، طلب العويصي اتخاذ إجراء ضد زكي الرحمن لخفي وحافظ سعيد لقتلهما الأبرياء. قال إن أعداء البلاد أعداء للمسلمين.
العويسي يدعم حجز المسلمين المتخلفين في الوظائف الحكومية ومعاهد التعليم. ويؤكد أيضًا أنه يقف ضد أيديولوجية هندوتفا ولكن ليس ضد الهندوس.
يجادل العويصي بإلغاء دعم الحج الممنوح للمسلمين الهنود للسفر إلى مكة في الحج الديني واستخدام المال لتعليم النساء المسلمات بدلاً من ذلك.
في يوليو 2016، تم الإشادة بالعويسي على كلمته لاعترافه بأن تنظيم الدولة الإسلامية في العراق والشام (ISIS) يمثل مشكلة بين المسلمين ويطلق عليهم كلاب الجحيم. وقال العويسي في كلمته، التي ألقيت بعد تفجيرات المملكة العربية السعودية عام 2016 لمراقبة ما يقال من بعض المساجد، ماذا ومن الذي يضخ السم المتطرف.
في آب / أغسطس 2016، عبر أسد الدين عويسي عن استيائه من مركز لإدماج المجتمع الأحمدية كطائفة من الإسلام في تعداد الهند عام 2011، في سلسلة من التغريدات.
في أبريل 2017، بشأن مسألة حظر ذبح الأبقار، انتقد العويصي حزب بهاراتيا جاناتا لكونه منافقًا في معاملة البقرة مقدسة في ولاية أوتار براديش والولايات الهندية الشمالية، لكن غير مقدس في الشمال الشرقي وغوا وكيرالا. "
وقال العويسي إن الرجال المسلمين المطلقين لزوجتهم عبر الطلاق الثلاثي الفوري دون أسباب، يجب مقاطعتهم اجتماعيًا، لكنه قال إن هذه الممارسة لا تزال قائمة. في ديسمبر 2018، طلب العويصي من رئيس وزراء باكستان عمران خان أن يتعلم السياسة الشاملة للهند، عندما لا تستطيع باكستان حتى أن يكون لها رئيس غير مسلم.

## الخلافات

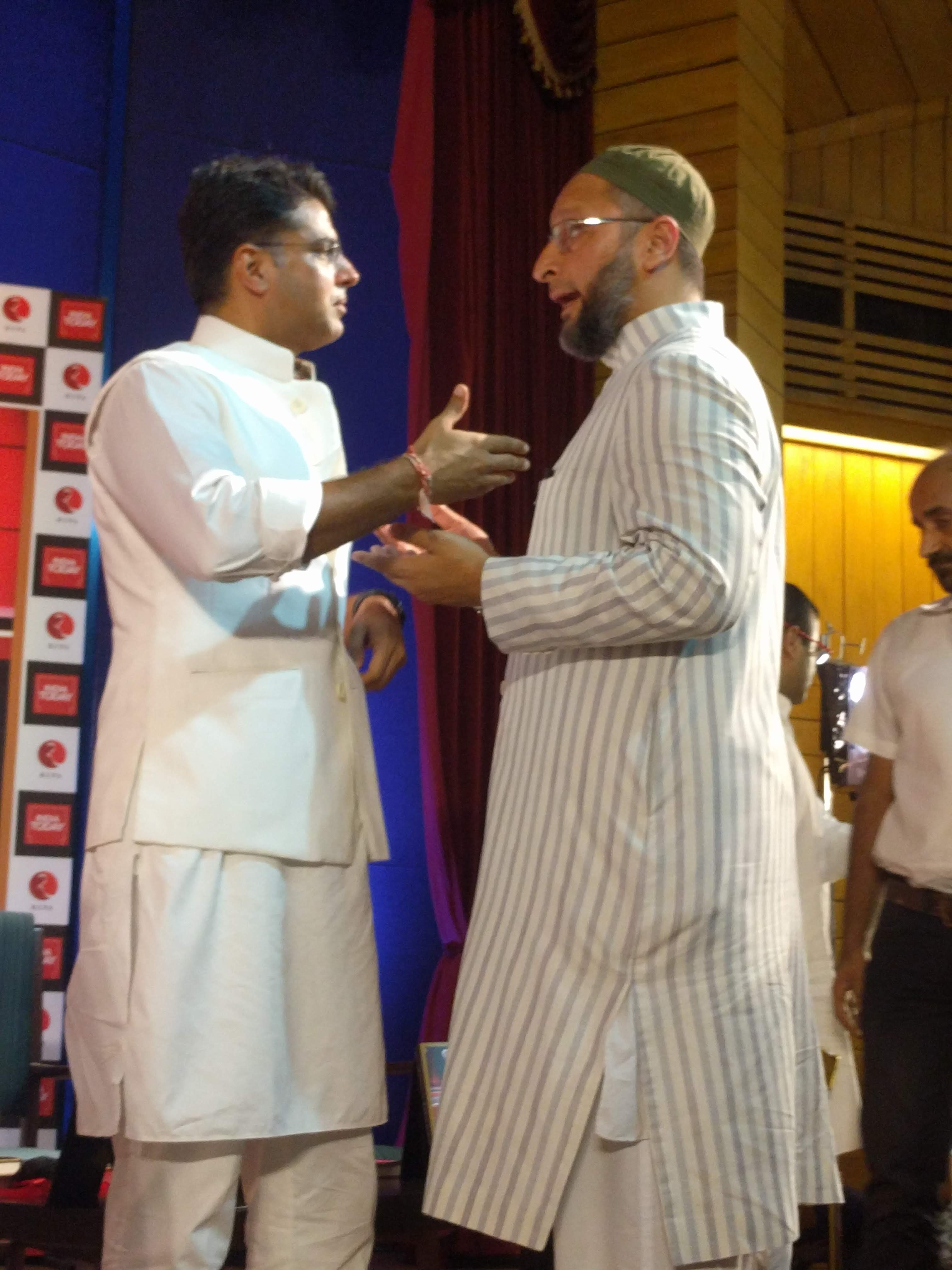
أسد الدين العويسي (يمين) مع ساشين بايلوت

كان العويسي في جدل وأخبار بسبب سياسته التي تركزت بشكل أساسي حول الأقليات مثل المسلمين والداليت.
تم حجز العويسي، مع شقيقه الأصغر أكبر الدين، بتهم تتعلق بإدارة جامع مقاطعة ميداك في عام 2005. في 20 كانون الثاني / يناير 2013، احتُجز حبساً قضائياً لمدة 14 يوماً، وانتقل بعد ذلك إلى سجن سانغاريدي. القضية تتعلق باحتجاج ميم ضد هدم أحد المساجد في مشروع لتوسيع الطرق في منطقة مدك، في 16 أبريل 2005، حيث حجزته الشرطة بموجب تهم مختلفة، بما في ذلك التخويف الجنائي وأعمال الشغب وتعزيز العداوة بين الجماعات الدينية.
في عام 2009، تم تسجيل قضية ضد عويسي بناءً على أمر من مفوضية الانتخابات في الهند لمطاردتها وضربها سيد سليم الدين، وكيل الاقتراع لحزب تيلوجو ديسام (TDP) في منطقة مغالبورا. في مارس / آذار 2013، اعتُقل لتنظيمه مظاهرة دون إذن وحمل سلاح دون ترخيص في بيدار، كارناتاكا. في يونيو 2014، قيل إن العويسي ألقى خطابًا يحض على الكراهية ضد رئيس الوزراء ناريندرا مودي يطلب دعم المجتمع الإسلامي لحزبه.
في 7 فبراير 2016، استسلم العويسي أمام شرطة حيدر أباد وحُكم عليه لاحقًا بكفالة لاعتداء على أيدي مجموعة من الغوغاء زعم أنه يقودها، ونُفذ ضد مشرعي المؤتمر الوطني الهندي في تيلانجانا. هاجم مساعده المقرب سيد عبده كشاف ورئيس الإعلام الاجتماعي لحزب AIMIM المؤتمر MLC وزعيم المعارضة شابير علي.
في مارس 2016، أثناء إلقاء خطاب أمام تجمع حاشد في ولاية ماهاراشترا، قال العويسي إنه لن يقول أبدًا شعار بهارات ماتا كي جاي (حائل الأم في الهند) ردًا على تعليق رشتريا سوايامسيفاك سانغ، رئيس موهان بهاجوات، بأنه يجب تعليم الجيل الجديد ترديد شعارات تشيد بالأم الهند في إشارة إلى جدل الفتنة 2016 JNU. قال العويسي، "من يحاول (بهجت) تخويفه؟ لا يستطيع فرض أيديولوجيته على الآخرين. تقول في أي مكان في الدستور أنه ينبغي للمرء أن يقول: "بهارات ماتا كي جاي". في وقت لاحق أوضح أنه لا يوجد لديه مشاكل مع شعار "بهارات ماتا كي جاي"، ولكن لديه اعتراض على آر إس إس الذي يجبر على ترديد الشعار كاختبار للوطنية

## المشاركات التي عقدت
| #  | من عند | إلى  | موضع                                                   |
| -- | ------ | ---- | ------------------------------------------------------ |
| 01 | 1994   | 1999 | MLA، الجمعية التشريعية ولاية اندرا براديش              |
| 02 | 1999   | 2003 | MLA، الجمعية التشريعية ولاية اندرا براديش              |
| 03 | 2004   | 2009 | انتخب حتى الرابع عشر لوك سبها                          |
| 04 | 2004   | 2006 | عضو لجنة خطة تطوير المناطق المحلية في البرلمان         |
| 05 | 2004   | 2006 | عضو لجنة العدالة الاجتماعية والتمكين                   |
| 06 | 2006   | 2007 | عضو اللجنة الدائمة للدفاع                              |
| 07 | 2009   | 2014 | تم انتخابه حتى الخامس عشر لوك سبها                     |
| 08 | 2009   | 2014 | عضو لجنة الدفاع                                        |
| 09 | 2009   | 2014 | عضو لجنة الأخلاقيات                                    |
| 10 | 2009   | 2014 | زعيم، مجلس عموم الهند، اتحاد المسلمين، الحزب البرلماني |
| 11 | 2014   | تيار | انتخب لوك سابها الـ16 ‏                                 |

## عمل اخر
العويسي هو رئيس مجلس إدارة مستشفى ومركز العويسي في حيدر أباد، ويعود أصله إلى أواخر الحاج مولانا عبد الواحد العويسي. وظائف المستشفى في مجال التعليم الطبي والبحث والرعاية الطبية. يتم تنفيذ البرامج البحثية في المستشفيات بالتعاون مع وكالات البحوث الوطنية والدولية.